# Legião Revolucionária de São Paulo
Legião Revolucionária de São Paulo (LRSP) foi uma organização política nacionalista brasileira pró-Vargas criada pelo argentino-brasileiro Miguel Costa em São Paulo logo após a Revolução de 1930, dentro do movimento de implantação de legiões revolucionárias em todos os estados do Brasil, efetuado pelos tenentes. Foi o principal sustentáculo da interventoria de João Alberto Lins de Barros no estado de São Paulo.
Desarticulada no início de 1932, transformou-se no Partido Popular Paulista, o qual, no entanto, foi extinto pouco depois da Revolução Constitucionalista de 1932.

## Origens
As primeiras notícias sobre a Legião Revolucionária de São Paulo foram divulgadas em novembro de 1930, quando os líderes tenentistas Miguel Costa, João Alberto Lins de Barros e João Mendonça Lima assentaram as bases da organização, assinando um Manifesto ao povo. Lançado de um avião sobre a capital paulista, o documento conclamava a população a levar adiante a obra de “regeneração nacional”, assegurando assim a “continuidade da ação revolucionária”.
Na ocasião, João Alberto declarou à imprensa que a ideia de criar legiões revolucionárias surgira de entendimentos seus com Juarez Távora, Osvaldo Aranha e um representante mineiro, “na mais perfeita harmonia com Getúlio Vargas”. Afirmou ainda que as legiões estaduais em pouco tempo se transformariam num grande partido político nacional.
Por outro lado, o fato de a assinatura de João Alberto constar de um manifesto da legião fez com que esta fosse condenada como um instrumento pessoal do interventor. A nomeação de João Alberto para a interventoria em São Paulo causara ressentimentos entre os políticos do Partido Democrático (PD), os quais, tendo apoiado a revolução, julgavam-se com direito ao controle do governo no estado. A oposição do Partido Republicano Paulista (PRP) ao interventor era ainda mais radical, uma vez que o movimento revolucionário alijara os republicanos do poder.
O conflito entre os democráticos paulistas e os legionários se aguçou no início de dezembro de 1930. Os democráticos começaram a protestar junto a Vargas contra as “arbitrariedades” do interventor e o “exército” de Miguel Costa, expressando o temor de estarem os paulistas “condenados a uma ditadura militar de natureza comunista”.
Segundo Flynn, essas apreensões se justificavam pelo crescimento da legião em São Paulo. Em janeiro de 1931, Miguel Costa declarou que a legião estava articulada em todos os distritos paulistas, e alguns relatos mencionavam a existência de cerca de 17 mil legionários. Ainda que exagerado, esse total indicava um recrutamento intenso.

## O Manifesto-Programa
Somente em 4 de março de 1931 foi lançado o manifesto-programa da Legião Revolucionária de São Paulo, definindo as principais diretrizes da organização. Seu principal redator foi Plínio Salgado, futuro fundador da Ação Integralista Brasileira (AIB).
Em linhas gerais, o documento dava grande ênfase ao desenvolvimento econômico do Brasil, insistindo na exploração do carvão, do petróleo e do ferro. Conferia também grande importância à educação, “a fim de combater o patriotismo lírico e o pessimismo”.
O manifesto defendia um Estado forte, baseado no trabalho, e com poderes para interferir na vida econômica nacional, estimulando e controlando as iniciativas e orientando a produção. O Estado deveria ainda ordenar e coordenar as forças produtoras, a divisão do trabalho e o salário mínimo. Em suma, o Estado deveria estender sua influência “até onde o [exigissem] os interesses da coletividade, não como fim, mas em função do indivíduo”. Este último deveria ser considerado sob o tríplice aspecto de força moral, econômica e política, “e não simplesmente como força política, como na democracia liberal”.
Declarando que os governos deveriam servir aos povos e não os povos aos governos, o manifesto continha ainda as seguintes afirmações: “a) o Brasil é uno e indivisível; b) o tipo social brasileiro é o que se origina das realidades econômicas da terra, das condições dos diferentes meios cívicos no seu território e da sua formação histórica; c) o homem brasileiro é filho de todas as raças; d) a Federação deve ser mantida na unidade, dentro da possibilidade de coexistência; e) deve-se situar o Brasil no problema do mundo; f) é preciso lutar pelo fortalecimento do poder central; e g) deve-se combater o latifúndio particular, os trustes e monopólios e a absorção dos patrimônios nacionais pelos sindicatos estrangeiros.”
No final do documento era apresentado o quadro completo da comissão central da legião. Ao lado dos chefes Miguel Costa e Mendonça Lima figuravam Maurício Goulart (secretário-geral), Rubião Meira, Sud Mennucci, Rafael Sampaio Filho, Oscar Pedroso Horta, Álvaro Cruz, Rafael Correia de Oliveira, Plínio Salgado, Rui Fogaça de Almeida, Alfredo Egídio de Sousa Aranha, Francisco A. Teixeira Mendes, Vicente Ancona e Potiguar Medeiros (comissão civil), o coronel Alcedo Batista Cavalcanti, os majores Arlindo de Oliveira e Mário Barbosa de Oliveira e os capitães Raul Pinto Seidl, Thales Marcondes e Silvino Castor da Nóbrega (comissão militar).
À comissão central, sediada na capital do estado, caberia toda a direção técnica, política e administrativa de organização. O estado seria dividido em dez zonas, correspondentes aos distritos eleitorais vigentes na República Velha. As cidades de maior importância seriam sedes das zonas. Aí se localizariam as direções regionais. Cada município teria uma direção municipal e um conselho deliberativo composto de três membros.

## Atuação
O crescimento da Legião junto à classe média, à oficialidade militar e a setores do operariado acirrou a tensão existente entre essa organização e as forças políticas tradicionais em São Paulo, especialmente o Partido Democrático (PD) e o Partido Republicano Paulista (PRP). O Diário Nacional, órgão do Partido Democrático, atacou abertamente o documento. Até mesmo os jornais que apoiavam João Alberto, como a Folha da Tarde e a Folha da Manhã, mostraram-se hostis. Causou estranheza o fato de o interventor não ter assinado o manifesto-programa da organização que ajudara a criar. No dia 24 de março de 1931, o PD elaborou um manifesto que acusava o interventor João Alberto de afastar da administração estadual “ilustres paulistas” em favor de elementos de sua confiança e estimular perseguições promovidas pela Legião Revolucionária.
Acusada de comunista por seus adversários conservadores e de demagógica em um manifesto de Luís Carlos Prestes (então exilado em Buenos Aires e já adepto do marxismo), essa organização era alvo também da desconfiança dos setores mais organizados da classe operária. Em lugar de contribuir para criação de um partido nacional revolucionário, capaz de transcender as rivalidades regionais, a legião paulista terminara por se envolver nas disputas locais.
Embora não houvesse possibilidade de conciliação com as forças democráticas e republicanas — que envolviam os interesses de banqueiros, industriais e cafeicultores —, a legião continuou a crescer ao longo de 1931. A organização apelava essencialmente para os trabalhadores, procurando encontrar aí uma base social de apoio. De fato, em carta datada de outubro de 1931, Miguel Costa descreveu a Osvaldo Aranha o último congresso da legião, mencionando a presença de trezentos mil legionários. O próprio João Alberto passou a temer o crescimento da influência de Miguel Costa e o poder paralelo representado pela Legião, que conseguiu inclusive colocar obstáculos à sua política de aproximação com os produtores de café. Em meados de 1931, Miguel Costa viajou para o Rio a fim de solicitar o afastamento de João Alberto, que, se sentindo isolado, pediu demissão em 24 de julho.
Entre 24 e 27 de setembro de 1931, foi realizado um congresso da Legião Revolucionária, convocado por Miguel Costa, quando foi discutida a transformação da entidade em um grande partido de oposição ao novo interventor Laudo de Camargo, que havia aceitado o cargo com a condição de que Miguel Costa deixasse de acumular as funções de secretário de Segurança e comandante da Força Pública, o que o levou a manter apenas a última. O principal tema programático abordado no congresso foi a necessidade de estruturar um estado forte e centralizado, capaz de promover a industrialização do país e assegurar melhores condições de trabalho para os assalariados. Em uma situação tensa, tendo montado atritos contra o legado da Revolução de 1930 e o governo federal, Laudo de Camargo pediu demissão em 13 de novembro e foi substituído pelo coronel Manuel Rebelo, vinculado às correntes tenentistas.
No início de 1932, a disputa entre as forças constitucionalistas e tenentistas se acirrou, resultando na crescente perda de prestígio da legião. Em 13 de janeiro, o PD lançou um manifesto rompendo com o governo federal e convocando a população à luta pela imediata constitucionalização do país e a devolução da autonomia estadual. Pouco depois, o PRP fez o mesmo, iniciando o processo da união dos dois grandes partidos que resultou na formação da Frente Única Paulista (FUP), em 16 de fevereiro. Miguel Costa transformou então a Legião Revolucionária num partido político, fundando o Partido Popular Paulista.

## Epílogo
A crise culminou com a Revolução Constitucionalista, deflagrada em 9 de julho de 1932. Apesar de derrotados militarmente, os paulistas alcançaram um de seus objetivos com a convocação de eleições para a Assembleia Nacional Constituinte em maio do ano seguinte. O Partido Popular Paulista, ao contrário, se dissolveu no final de 1932, tendo a maior parte de seus integrantes aderido ao Partido Socialista Brasileiro (PSB) de São Paulo.